# Stazione di Sagrado
La stazione di Sagrado è una fermata ferroviaria sita nel comune di Sagrado sulla linea ferroviaria Udine-Trieste.

## Storia
La stazione venne trasformata in fermata l'8 aprile 1990.

## Strutture e impianti
La fermata è composta da un fabbricato viaggiatori (che ospita al primo piano un alloggio privato) e da uno scalo merci dismesso. Dispone di due binari senza comunicazioni, i cui marciapiedi sono collegati da un sottopassaggio.

## Movimento
La stazione è servita da treni regionali svolti da Trenitalia nell'ambito del contratto di servizio stipulato con le Regioni interessate.

## Servizi
All'interno del fabbricato viaggiatori è presente un servizio di biglietteria automatica ed una sala d'aspetto. Nel 2010 è stato anche aperto un bar.
- Biglietteria automatica
- Sala d'attesa
- Bar

## Interscambi
La stazione è servita da una fermata dell'autobus della linea interurbana Sagrado-Gradisca d'Isonzo-Villesse. In direzione del centro di Sagrado si trovano le fermate dell'autobus extraurbano.
- Fermata autobus